# Darrell K. Sweet
Darrell Sweet (15 de agosto de 1934 — 5 de dezembro de 2011) foi um ilustrador estadunidense, notório por seus trabalhos realizados para obras de fantasia e ficção científica, já nomeados para o Hugo Award.